# Hrvatski generalski zbor
Hrvatski generalski zbor hrvatska je udruga umirovljenih hrvatskih generala osnovana u studenome 2005. godine.

## Povijest
Na prvo okupljanje pozvani su svi umirovljeni generale u „Hotel I” i ondje je krenula inicijativa da se simbolički održi skupština u Vukovaru i tada je Pavao Miljavac izabran za predsjednika Zbora. Osnivači su bili skupina hrvatskih generala: (Ljubo Ćesić Rojs, Željko Glasnović, Marinko Krešić, Pavao Miljavac, Markica Rebić, Ante Roso, Miroslav Tuđman, Zdravko Vladanović i dr.) i admiral Davor Domazet-Lošo. Odmah su se postavili kao organizacija koja neće davati potporu nijednoj političkoj stranci.
Zlonamjernici su govorili, da je Hrvatski generalski zbor osnovan u tajnosti, što ne odgovara istini. Prema riječima prvog predsjednika udruge Pavla Miljavca, "Tada je na vlasti bila koalicija, odnosila se negativno prema nekim generalima i ljudi su bili na oprezu." Udruga djeluje javno, a kao svoju zadaću stavili su pomoći institucijama hrvatske države kada procijene da je nešto doista važno za nacionalnu stabilnost i sigurnost države, jer oni su generali koji imaju itekako što reći po pitanjima nacionalne sigurnosti, koji su prošli rat, obavljali teške zadaće, donosili teške odluke i kvalificirani su da se i njih čuje. Shvatili su da preko svoje udruge mogu nešto reći i pomoći (predsjednik Stjepan Mesić ih je umirovio skoro sve generale kad su se oglasili Otvorenim pismom hrvatskoj javnosti, obezglavivši tako skoro cijeli vojni vrh; k tome je ministar obrane u ondašnjoj vlasti Jozo Radoš ukinuo i obvezni vojni rok, čime je Hrvatska dodatno bila strateški oslabljena i izložena), da su okolnostima pozvani za to, jer su stvarali hrvatsku državu i bili na visokim pozicijama.
Razlog osnivanja bilo je neslaganje s ponašanjem državnog vrha Republike Hrvatske, kojeg su krivili za neprestano podaništvo i za nesurađivanje s onima koji su obranili Hrvatsku. Admiral Domazet-Lošo je 13 godina poslije osnivanja situaciju opisao kako smatra da "od 2000. godine sve hrvatske vlade sudjeluju u nečemu što se može nazvati izjednačavanje krivnje odnosno ne protive se tezi da je na prostoru bivše Jugoslavije bio građanski rat,... dopuštali su da se u medijima neprekidno naglašavaju procesuiranja o žrtvama s hrvatske strane, iako je Domovinski rat, ...najčistiji u povijesti ratovanja sa stajališta vojnog umijeća". Ne prigovara se hrvatskim vladama što je Hrvatska zbog pritiska međunarodne zajednice pristala na aboliciju (jer je hrvatska politika htjela na miran način reintegrirati svoja područja), no ...umjesto da je funkcionirala pravna država, hrvatske su politike od 2000. godine pustile da glavnu igru u medijskom prostoru vode 'opskurne udruge i pojedinci' koji su sve ove godine kreirali izokrenutu sliku o Domovinskom ratu.'", a poseban je problem bio neprocesuiranje veliosrpskih ratnih zločina.
Zbog neslaganja s premlakim djelovanjem udruge, bez generalskih reakcija (ispadi Tajanija, reakcije iz Srbije na Tajanijeve riječi u kojima govore da se zajedno s Talijanima podijeliti na području RH, baš kako su planirali 1993.), dio je članova (Željko Sačić, Ivan Tolj, Ivan Kapural, Mile Ćuk, Davor Domazet-Lošo) postupno napustio zbor, među kojima i inicijator udruge admiral Domazet-Lošo, jer to nije zbor kakvim su ga osnivači zamišljali ("Generali pobjedničke vojske imaju pravo korigirati politička pitanja, osobito ako je u pitanju zaštita nacionalnih interesa. HGZ to ne čini, potpuno se distancirao i bavi se prigodičarstvom i protokolima. To nije misleća nevladina udruga!").

## Vanjske poveznice
- Hrvatski generalski zbor